# Ab imo corde
Ab imo corde è un'espressione latina traducibile come "dal cuore", "dal profondo del cuore", "visceralmente". Da imus, a, um (superlativo di infer - "il più basso", "infimo", "estremo", "ultimo", "profondo") e cŏr, cordis (sostantivo neutro - "cuore", "anima", "persona"). Corrispettivo di ab imo pectore, catullianamente declinato come imo, ex pectore ("dal fondo del cuore").
Muratori nella Rerum italicarum scriptores attesta un suo uso in un testo poetico di Leonardo Grifo dedicato a Francesco Sforza e al suo rientro a Milano il 10 ottobre 1459, dopo la vittoria su  Braccio da Montone (Fortebraccio) .
Esiste anche un'espressione simile e dal medesimo significato, ex imo corde.
Gabriele D'Annunzio intitola, appunto, la poesia d'esordio di Primo vere ex imo corde. Lo stesso titolo ha anche una raccolta di versi di un'autrice all'epoca di un certo successo, Edvige Salvi, nota anche con lo pseudonimo di Elleboro.